# Стојан Тителбах
Стојан Тителбах (чеш. Tittelbach; Београд, 1877 — Крф, 1916) био је српски архитекта чешког порекла. 

## Биографија
Рођен је у Београду 1877. године, од мајке Катице, рођене Васић и оца Владислава Тителбаха. Имао је  старију сестру Даринку. Његов отац Владислав Тителбах је 1875. године дошао у Београд, где се бавио сликарством и предавао цртање у Реалној гимназији и на Учитељској школи.
Година рођења Стојана Тителбаха у једном периоду била је под знаком питања: у неким документима се спомињала 1874. а негде 1875. година. Међутим, по документу који је набављен 1880. године, у коме Владислав Тителбах пише да има сина од три године, доказано је да је Стојан Тителбах рођен 1877. у Београду.
У Београду је завршио и основну и средњу школу. Испит зрелости је положио Реалки 1897. Исте године се уписао на Технички факултет Велике школе. Дипломирао је 1901. године на Архитектонском одсеку. Исте године, заједно са Владимиром М. Поповићем  (1876-1947) је награђен првом наградом из завештања трговца Димитрија Стаменковића, за пројекат бањске зграде за забаву посетилаца и планом уређења парка, као и расправом о тим врстама грађевина.
Вероватно је у почетку радио приватно, а затим је био запослен у Министарству грађевина у периоду између 30. јануара 1905, најпре као архитекта, а од 1908. са звањем архитекте и на тој дужности је остао до краја живота.
Пројектовао је више стамбено-пословних и стамбених зграда, са пуно укуса и маште, примењујући елементе историјске стилове и сецесију.
Пред Први светски рат путовао је по Француској.
Учествовао је у Првом светском рату, прешао је Албанију и стигао на Крф. На Крфу је 20. марта 1916. извршио самоубиство, што је било последица његове депресивне природе. Сахрањен је у костурници на острву Видо.

## Значајнија архитектонска дела
Његово најзначајније дело је пројекат за зграду Новог двора, који је израдио по наруџбини двора. Лично је надзирао и градњу, од њеног почетка 1911. године, све до прекида градње 1914. године. Као архитетка у служби двора од Ђорђа Карађорђевића добио је ручни сат на коме је било угравирано: „Стојану Ђорђе“. Због рата је градња прекинута, па је зграда добила коначни облик тек 1921.
Међу пословне објекте које је пројектовао спадају: 
- кућа Арона Левија у улици Краља Петра 39 (1907)
- кућа Жака Булија у истој улици 58.

Од стамбених објеката су значајни пројекти: 
- кућа Светислава Окановића у Македонској 27
- кућа Јована Барловца у Фанцуској 15
- кућа Ристе Одавића у улици Алексе Ненадовића 35
- кућа Драг. Ђорђевића на Топличином венцу 29 (1905)
- кућа Стевана Павловића (писара у Министарству иностраних послова) на углу Господар Јованова и Француске улице[4]
- кућа Марије Рекалић у улици Тадеоша Кошћушка 18
- кућа Филипа Стојановића на углу Пролетерских бригада и Смиљанићеве 45
- кућа Михаила М. Поповића (парох у цркви Светог Саве) у Курсулиној 35
- кућа Миленка Матерног у Хиландарској 15 (заједно с Андром Стевновићем).
- кућа адвоката др. Саве Стојаковића, Авијатичарски Трг 4 и 6 у Земуну, изграђена 1912 (заједно са братом).